# فانی کاریون دی فیرو
فانی کاریون دی فیرو (انگلیسی: Fanny Carrión de Fierro؛ زادهٔ ۱۹۳۶) نویسنده اهل اکوادور است.
وی همچنین برندهٔ جوایزی همچون برنامه فولبرایت شده‌است.

## زندگی و حرفه
او موفق به اخذ دکترای ادبیات از دانشگاه کاتولیک پاپی اکوادور (کیتو) در سال ۱۹۸۱، و همچنین مدرک کارشناسی ارشد هنر از دانشگاه کالیفرنیا در برکلی، و لیسانس در آموزش و پرورش از دانشگاه مرکزی اکوادور شد.